# Bathyteuthis abyssicola
Bathyteuthis abyssicola Hoyle, 1885 è una specie di calamaro appartenente alla famiglia Bathyteuthidae, della quale è la specie tipo.

## Distribuzione e habitat
Abita le zone mesopelagiche e batipelagiche di tutti gli oceani del mondo, ed è particolarmente abbondante nell'Oceano Australe e nelle parti orientali di tutti gli oceani. Vi sono segnalazioni dal mar Mediterraneo. B. abyssicola si trova normalmente a profondità comprese tra i 700 e i 2000 m, può raramente trovarsi fra i 100 e i 4200 m. Sembra che effettui migrazioni nictemerali, ovvero che nelle ore diurne si sposti in profondità mentre di notte si avvicini alla superficie. I giovani si trovano in acque meno profonde degli adulti.

## Descrizione
Il mantello è cilindrico e finisce con una punta smussata ai lati della quale vi sono due piccole pinne rotondeggianti. Gli occhi puntano leggermente verso i tentacoli. Il colore è bruno rossastro scuro. Le braccia degli esemplari di B. abyssicola sono corte, con punte smussate. Le membrane protettive sono sottili, carnose, prive di trabecole libere (protuberanze a forma di trave o dito). Le ventose sulle clave tentacolari sono relativamente poche di numero, circa 100, di dimensioni uguali. I tentacoli e le clave sono relativamente corti. Le branchie sono corte e strette. La misura massima è 75 mm di lunghezza del mantello.
Hanno grandi vescicole fotosensibili appena dietro gli occhi, sembrano poter rilevare la bioluminescenza. Queste vescicole fotosensibili sono tra le più grandi conosciute in qualsiasi cefalopode.

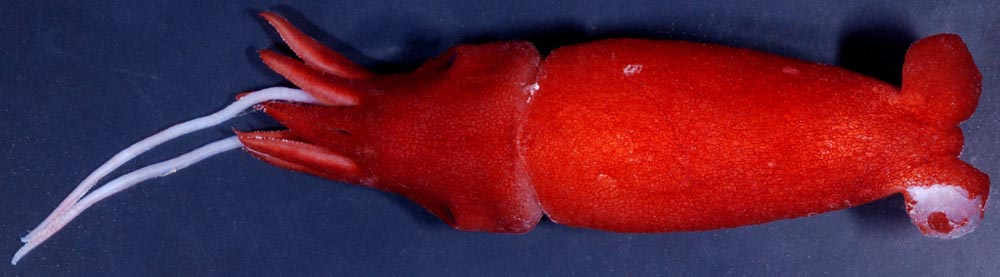
Bathyteuthis abyssicola trovato nel Mare di ross in Antartide.

## Predatori
Risulta essere predato dal cetaceo Peponocephala electra nelle acque hawaiane.

## Pesca
Inesistente.